# Ґрушкув (Великопольське воєводство)
Ґрушкув (пол. Gruszków) — село в Польщі, у гміні Дорухув Остшешовського повіту Великопольського воєводства.
Населення — 50 осіб (2011).
У 1975-1998 роках село належало до Каліського воєводства.

## Демографія
Демографічна структура станом на 31 березня 2011 року:
|          | Загалом | Допрацездатний вік | Працездатний вік | Постпрацездатний вік |
| -------- | ------- | ------------------ | ---------------- | -------------------- |
| Чоловіки | 23      | 5                  | 15               | 3                    |
| Жінки    | 27      | 11                 | 13               | 3                    |
| Разом    | 50      | 16                 | 28               | 6                    |